# Resolutie 2243 Veiligheidsraad Verenigde Naties
Resolutie 2243 van de Veiligheidsraad van de Verenigde Naties werd op 14 oktober 2015 unaniem door de VN-Veiligheidsraad aangenomen en verlengde de VN-vredesmacht in Haïti verder met een jaar.

## Achtergrond
Haïti wordt al sedert de jaren 1990 geplaagd door politieke chaos, corruptie en rebellen. In 2004 stuurde de Verenigde Naties de MINUSTAH-vredesmacht naar het land om er de orde te handhaven. In 2010 verergerde de situatie nog nadat een zware aardbeving grote schade veroorzaakte.

## Inhoud
Op 9 augustus 2015 was de eerste ronde van de parlementsverkiezingen in Haïti relatief rustig verlopen, al waren er wel sporadisch gewelddadige incidenten geweest. De veiligheidssituatie in het land was het voorbije jaar stabiel gebleven. De ordediensten moesten echter verder verbeterd worden. Het land bleef in de ban van misdaadbendes, die ernstige misdaden tegen kinderen bleven plegen. Ook seksueel geweld bleef schering en inslag.
De humanitaire situatie in Haïti was wel verslechterd. Zo was er ten gevolge van de droogte tussen maart en juni 2015 een gebrek aan voedsel. Ook waren er nog steeds meer dan 60.000 interne verdrevenen, die ondervoed waren en een gebrekkige toegang tot water en sanitair hadden. Er waren geen fondsen meer om deze mensen basisdiensten of huisvestingssubsidies te geven. Daarbovenop werd het land ook geplaagd door een cholera-epidemie.
Het mandaat van de MINUSTAH-vredesmacht in Haïti werd verlengd tot 15 oktober 2016. Het aantal militairen bleef 2370; het aantal agenten 2601. Men was van plan de vredesmacht hierop terug te trekken en te vervangen door een nieuwe missie om de Haïtiaanse overheid te blijven bijstaan.

## Verwante resoluties
- Resolutie 2119 Veiligheidsraad Verenigde Naties (2013)
- Resolutie 2180 Veiligheidsraad Verenigde Naties (2014)

Lijst ·  2196 ·  2197 ·  2198 ·  2199 ·  2200 ·  2201 ·  2202 ·  2203 ·  2204 ·  2205 ·  2206 ·  2207 ·  2208 ·  2209 ·  2210 ·  2211 ·  2212 ·  2213 ·  2214 ·  2215 ·  2216 ·  2217 ·  2218 ·  2219 ·  2220 ·  2221 ·  2222 ·  2223 ·  2224 ·  2225 ·  2226 ·  2227 ·  2228 ·  2229 ·  2230 ·  2231 ·  2232 ·  2233 ·  2234 ·  2235 ·  2236 ·  2237 ·  2238 ·  2239 ·  2240 ·  2241 ·  2242 ·  2243 ·  2244 ·  2245 ·  2246 ·  2247 ·  2248 ·  2249 ·  2250 ·  2251 ·  2252 ·  2253 ·  2254 ·  2255 ·  2256 ·  2257 ·  2258 ·  2259